# Roland Hattenberger
Roland Hattenberger   (Jenbach, 7 de desembre de 1948) és un exfutbolista austríac de la dècada de 1970.
Fou internacional amb la selecció de futbol d'Àustria.
Pel que fa a clubs, destacà a SSW Innsbruck, SC Fortuna Köln i VfB Stuttgart.